# Coenagrion lehmanni
Coenagrion lehmanni – gatunek ważki z rodziny łątkowatych (Coenagrionidae). Takson ten nie jest obecnie (2022) wymieniany na World Odonata List.